# 파란타카 1세
파란타카 1세(타밀어: பராந்தக ௧, 886년 ~ 955년)는 촐라 제국의 제3대 황제이다. 그는 제국을 48년 동안 통치했는데, 라자심한 2세를 물리치고 판디아를 합병했으며 916년 이전에 데칸에서 일어난 라슈트라쿠타와의 발라라 전투에서 승리했다. 그의 통치 기간 중 가장 좋은 시기는 점점 더 큰 성공과 번영으로 점철되었다.